# Nato per uccidere
Nato per uccidere ist ein nicht in deutscher Fassung vorliegender Italowestern aus dem Jahr 1967.

## Inhalt
Revolverheld Rod Gordon gerät mit einem skrupellosen Stadtboss, Tyson, aneinander, der die Bevölkerung unter seiner Fuchtel hält und seinem ohnehin großen Landbesitz zu Dumpingpreisen immer neues hinzufügen möchte. Als Gordon beim Pokern mit Tysons Partner Dudgett eine größere Summe Geldes gewinnt, versucht dieser es mit Hilfe von Gewalt und vielen auf Gordon angesetzten Revolvermännern zurückzuerlangen. Viele von diesen angeheuerten Schützen bleiben auf der Strecke. Die verbliebenen nehmen ein Saloonmädchen gefangen und versuchen so, die Stadt Tree Crossing zu erpressen. Auch außerhalb der Stadt sieht Gordon angerichtetes Unheil: Die kleine Ranch von Lori Waltamore wird niedergebrannt, und so beschließt er, den Stadtbewohnern zu Hilfe zu kommen. Er wird zwar kurzzeitig von den Leuten des Landbarons und von Dudgett gefangen genommen, kann aber nach gelungener Flucht Dudgett im Duell stellen und töten, während Tyson durch seine vielfältigen Beziehungen das Weite suchen kann. Gordon wird von den dankbaren Bürgern zum Sheriff ernannt und kann Lori heiraten.

## Kritik
„Die Anfangsszene macht schon sehr deutlich, weswegen dieser Film eine ziemliche Kanone ist. Diese an und für sich nicht sonderlich komplizierte Szene wird mit bewunderungswürdiger Langatmigkeit vorgeführt. Die übermäßige Betonung von vollkommen uninteressanten Details wird dem Film auch im Folgenden zum Verhängnis.“

- Ulrich P. Bruckner im Standardwerk „Für ein paar Leichen mehr“ macht es kurz: Äußerst langatmiger Western.[1]

## Sonstiges
- Bei der italienischen Video-Veröffentlichung wurde auf den Erfolg von Django gesetzt und dessen Name vor den Originaltitel gesetzt.